# Teleborgs vattentorn

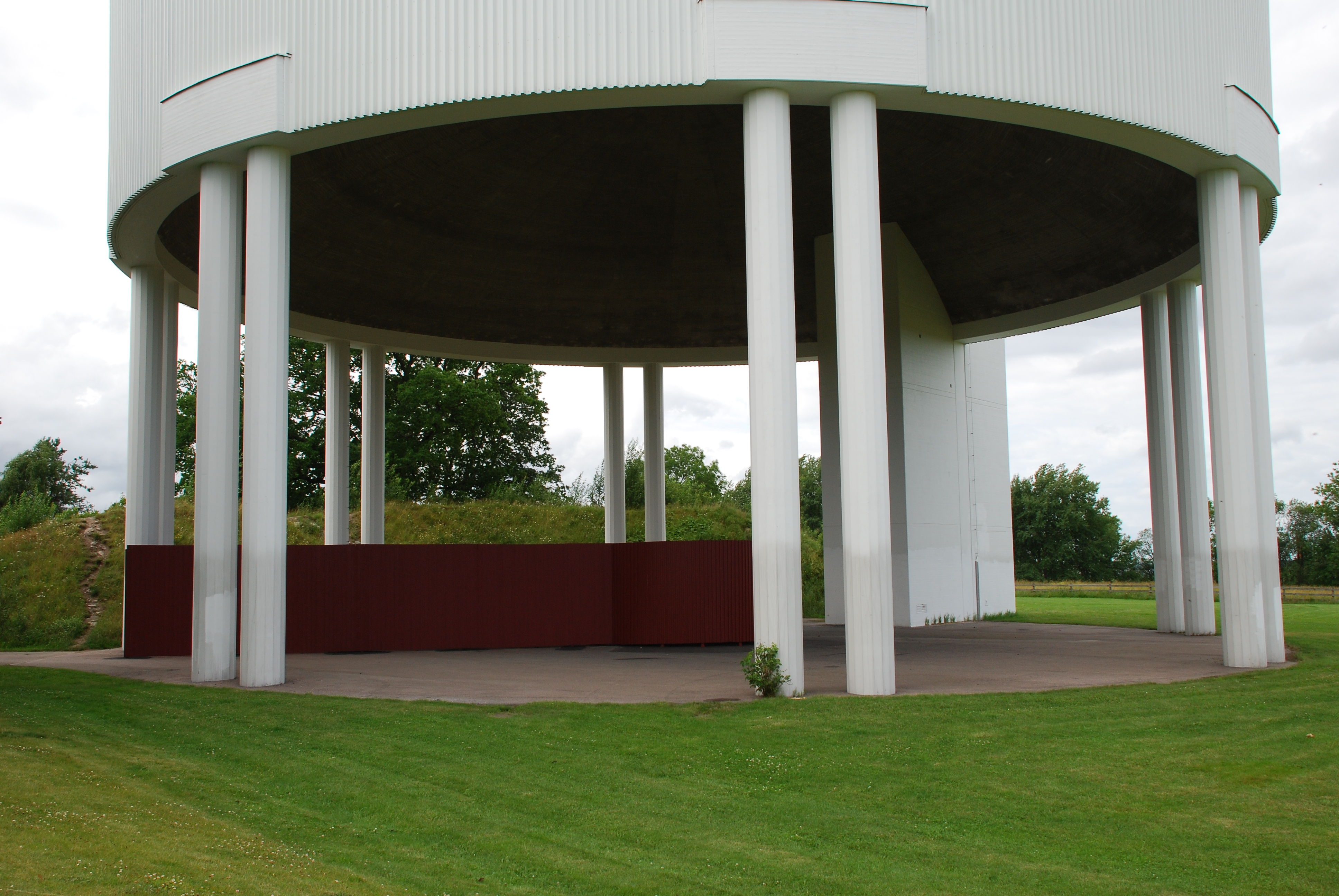
Teleborgs vattentorn, 2009.

Teleborgs vattentorn, även känt som Ekotemplet, är ett vattentorn i stadsdelen Teleborg i Växjö.
Vattentornet uppfördes 1974. Det är 24 meter högt, 35 meter i diameter och rymmer 4 500 kubikmeter vatten. Smeknamnet Ekotemplet kommer sig av det eko som uppstår under reservoaren, vilket har gjort vattentornet till ett besöksmål.